# Liste des ministres belges du Budget
Voici la liste des ministres belges du Budget depuis la création de la fonction en 1946.
Depuis le 3 février 2025, le ministre du Budget, chargé de la Simplification administrative est Vincent Van Peteghem, au sein du gouvernement de Bart De Wever.

## Liste
| n°  | Nom                                  | Début du mandat   | Fin du mandat     | Parti ou mouvance | Gouvernement             |
| --- | ------------------------------------ | ----------------- | ----------------- | ----------------- | ------------------------ |
| 1   | Jules Merlot (1886-1959)             | 31 mars 1946      | 27 novembre 1948  | PSB-BSP           | Van Acker III            |
| 1   | Jules Merlot (1886-1959)             | 31 mars 1946      | 27 novembre 1948  | PSB-BSP           | Huysmans                 |
| 1   | Jules Merlot (1886-1959)             | 31 mars 1946      | 27 novembre 1948  | PSB-BSP           | Spaak III                |
| 2   | Willy De Clercq (1927-2011)          | 3 septembre 1960  | 25 avril 1961     | PLP-PVV           | G. Eyskens III (remanié) |
| 2   | Willy De Clercq (1927-2011)          | 19 mars 1966      | 17 juin 1968      | PLP-PVV           | Vanden Boeynants I       |
| 3   | André Cools (1927-1991)              | 17 juin 1968      | 22 février 1971   | PSB-BSP           | G. Eyskens IV            |
| 4   | Maurice Denis (1916-1978)            | 22 février 1971   | 20 janvier 1972   | PSB-BSP           | G. Eyskens IV            |
| 5   | Frank Van Acker (1929-1992)          | 20 janvier 1972   | 26 janvier 1973   | PSB-BSP           | G. Eyskens V             |
| 6   | Leo Tindemans (1922-2014)            | 26 janvier 1973   | 25 avril 1974     | CVP               | Leburton I               |
| 6   | Leo Tindemans (1922-2014)            | 26 janvier 1973   | 25 avril 1974     | CVP               | Leburton II              |
| (S) | Antoine Humblet (1922-)              | 26 janvier 1973   | 25 avril 1974     | PSC               | Leburton I               |
| (S) | Antoine Humblet (1922-)              | 26 janvier 1973   | 25 avril 1974     | PSC               | Leburton II              |
| 7   | Gaston Geens (1931-2002)             | 25 avril 1974     | 3 juin 1977       | CVP               | Tindemans I              |
| 7   | Gaston Geens (1931-2002)             | 25 avril 1974     | 3 juin 1977       | CVP               | Tindemans II             |
| 7   | Gaston Geens (1931-2002)             | 25 avril 1974     | 3 juin 1977       | CVP               | Tindemans III            |
| 8   | Mark Eyskens (1933-)                 | 3 juin 1977       | 3 avril 1979      | CVP               | Tindemans IV             |
| 8   | Mark Eyskens (1933-)                 | 3 juin 1977       | 3 avril 1979      | CVP               | Vanden Boeynants II      |
| 9   | Guy Spitaels (1931-2012)             | 3 avril 1979      | 18 mai 1980       | PS                | Martens I                |
| 9   | Guy Spitaels (1931-2012)             | 3 avril 1979      | 18 mai 1980       | PS                | Martens II               |
| (7) | Gaston Geens (1931-2002)             | 18 mai 1980       | 22 octobre 1980   | CVP               | Martens III              |
| 10  | Guy Mathot (1941-2005)               | 22 octobre 1980   | 17 décembre 1981  | PS                | Martens IV               |
| 10  | Guy Mathot (1941-2005)               | 22 octobre 1980   | 17 décembre 1981  | PS                | M. Eyskens               |
| 11  | Philippe Maystadt (1948-2017)        | 17 décembre 1981  | 28 novembre 1985  | PSC               | Martens V                |
| 12  | Guy Verhofstadt (1953-)              | 28 novembre 1985  | 9 mai 1988        | PVV               | Martens VI               |
| 12  | Guy Verhofstadt (1953-)              | 28 novembre 1985  | 9 mai 1988        | PVV               | Martens VII              |
| 13  | Hugo Schiltz (1927-2006)             | 9 mai 1988        | 29 septembre 1991 | VU                | Martens VIII             |
| 14  | Wivina Demeester (1943-)             | 29 septembre 1991 | 7 mars 1992       | CVP               | Martens IX               |
| 15  | Mieke Offeciers-Van De Wiele (1952-) | 7 mars 1992       | 5 septembre 1993  | CVP               | Dehaene I                |
| 16  | Herman Van Rompuy (1947-)            | 5 septembre 1993  | 12 juillet 1999   | CVP               | Dehaene I                |
| 16  | Herman Van Rompuy (1947-)            | 5 septembre 1993  | 12 juillet 1999   | CVP               | Dehaene II               |
| 17  | Johan Vande Lanotte (1955-)          | 12 juillet 1999   | 17 octobre 2005   | SP                | Verhofstadt I            |
| 17  | Johan Vande Lanotte (1955-)          | 12 juillet 1999   | 17 octobre 2005   | sp.a              | Verhofstadt II           |
| 18  | Freya Van den Bossche (1975-)        | 17 octobre 2005   | 21 décembre 2007  | sp.a              | Verhofstadt II           |
| 19  | Yves Leterme (1960-)                 | 21 décembre 2007  | 20 mars 2008      | CD&V              | Verhofstadt III          |
| 20  | Melchior Wathelet (1977-)            | 20 mars 2008      | 30 décembre 2008  | cdH               | Leterme I                |
| 21  | Guy Vanhengel (1958-)                | 30 décembre 2008  | 6 décembre 2011   | Open Vld          | Van Rompuy               |
| 21  | Guy Vanhengel (1958-)                | 30 décembre 2008  | 6 décembre 2011   | Open Vld          | Leterme II               |
| (S) | Melchior Wathelet (1977-)            | 30 décembre 2008  | 6 décembre 2011   | cdH               | Van Rompuy               |
| (S) | Melchior Wathelet (1977-)            | 30 décembre 2008  | 6 décembre 2011   | cdH               | Leterme II               |
| 22  | Olivier Chastel (1964-)              | 6 décembre 2011   | 11 octobre 2014   | MR                | Di Rupo                  |
| 23  | Hervé Jamar (1965-)                  | 11 octobre 2014   | 22 septembre 2015 | MR                | Michel I                 |
| 24  | Sophie Wilmès (1975-)                | 22 septembre 2015 | 27 octobre 2019   | MR                | Michel I                 |
| 24  | Sophie Wilmès (1975-)                | 22 septembre 2015 | 27 octobre 2019   | MR                | Michel II                |
| 25  | David Clarinval (1976-)              | 27 octobre 2019   | 1er octobre 2020  | MR                | Wilmès I                 |
| 25  | David Clarinval (1976-)              | 27 octobre 2019   | 1er octobre 2020  | MR                | Wilmès II                |
| 26  | Eva De Bleeker (1974-)               | 1er octobre 2020  | 18 novembre 2022  | Open Vld          | De Croo                  |
| 27  | Alexia Bertrand (1979-)              | 18 novembre 2022  | 3 février 2025    | Open Vld          | De Croo                  |
| 28  | Vincent Van Peteghem (1980-)         | 3 février 2025    | en poste          | CD&V              | De Wever                 |